# Avenida General Paz
A Avenida General Paz é uma rodovia de 24,3 quilômetros de extensão na cidade de Buenos Aires, Argentina.